# Jules Dupuit

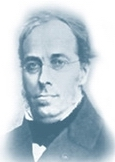
Porträt Jules Dupuits

Arsène Jules-Étienne Juvénal Dupuit (* 18. Mai 1804 in Fossano in Italien; † 5. September 1866 in Paris) war ein französischer Bauingenieur, der auch auf dem Gebiet der Ökonomie bekannt ist. Er erhielt 1843 den Orden der Ehrenlegion.
Dupuit wurde in einem damals zu Frankreich gehörenden Teil Piemonts geboren, kehrte mit seiner Familie 1814 nach Frankreich zurück und besuchte dort das Gymnasium Louis-le-Grand et Saint-Louis in Versailles. Später studierte er an der École polytechnique und an der École Nationale des Ponts et Chaussées.
Seit 1827 arbeitete Dupuit in der Provinz als Ingenieur und war 1842 Chefingenieur für das Departement Maine-Loire. 1850 wurde er zum Chefingenieur der Wasserversorgung der Stadt Paris ernannt.
Dupuit war der Erste, der die Kosteneffizienz von öffentlichen Arbeiten berechnete. Nach dem Hochwasser an der Loire 1846 wandte er sich dem Wasserbau zu, zunächst in der Erforschung von Hochwasserverläufen. Von ihm stammt die Brunnenformel nach Dupuit-Thiem, die er 1863 veröffentlichte. Sie dient zum Beispiel der Ermittlung des Durchlässigkeitsbeiwerts einer grundwasserführenden Schicht aus den Absenkungshöhen im Brunnen und der entnommenen Wassermenge.